# Ací Gasconha
Ací Gasconha (de l'occità, Aquí Gascunya) és una associació cultural occitanista que defensa l'occità gascó com la llengua tradicional i principal del Baish Ador (format per Baiona, Anglet i Biàrritz).
L'associació es va crear en 1975 amb el nom d'Amics Gascons e Bearnés (Amics gascons i bearnesos), en protesta contra la idea que el Baish Ador és una zona exclusivament basca, i afirmant que l'occità és la llengua tradicional com es veu en particular en l'Atlas linguistique et ethnografique de la Gascogne. Va prendre el seu nom actual l'abril de 1992.

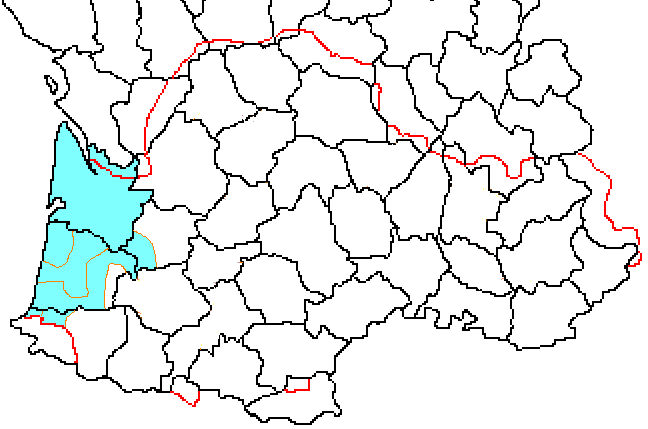
Mapa del gascó «marítim»

Aci Gasconha publica un butlletí trimestral bilingüe: Lo pais Gascon. També emet per ràdio de forma semanal en Gure Irratia i Radio Pais el programa «Escotatz». En lingüística, l'associació va publicar el primer llibre bilingüe emprant l'ortografia estàndard del gascó «marítim» o «de Baiona» com una guia de conversa: Que parlam! (Parlem!). En música, ha publicat dues obres que recullen cançons en gascó i en francès: Que cantam! (Cantem!).